# TERMCAT
El Termcat és un consorci públic català creat el 1985 amb la finalitat de garantir el desenvolupament i la integració de la terminologia catalana per a l'elaboració de recursos terminològics, la normalització de neologismes i l'assessorament terminològic, en un diàleg permanent amb usuaris ordinaris i especialistes. Des del 1998, els seus avisos terminològics són d'aplicació obligatòria en les publicacions científiques i tècniques de l'administració pública de Catalunya. Els neologismes aprovats es publiquen al Diari Oficial de la Generalitat de Catalunya.

## Història
Va ser creat a Barcelona l'any 1985 com una iniciativa comuna del Departament de Cultura de la Generalitat de Catalunya i de l'Institut d'Estudis Catalans. Des de l'any 1994 el Consorci per a la Normalització Lingüística va afegir-se a la direcció del consorci.
Així doncs, amb l'objectiu d'afavorir la sistematització i la difusió de la terminologia dels diferents sectors d'activitat, elabora i promou l'elaboració de diccionaris, vocabularis, lèxics i material de divulgació multilingües de diferents àmbits del coneixement en diversos formats, estableix la denominació dels nous termes i assessora institucions, empreses i particulars per a l'elaboració, traducció o edició d'obres terminològiques i especialitzades. Col·labora amb mitjans de comunicació, universitats, col·legis professionals o associacions com ara l'Associació Professional de Traductors i Intèrprets de Catalunya o Softcatalà, i participa en l'agenda terminològica nacional i internacional. Forma part, a més, de l'equip directiu de l'Associació Europea de Terminologia.
Per a la resolució de dubtes terminològics, es va crear el Cercaterm, un servei de consultes en línia que ajuda a resoldre qualsevol dubte terminològic que sorgeixi en la redacció o traducció de textos especialitzats en català. Conté més de 230.000 fitxes terminològiques a disposició pública. Es pot accedir a la consulta dels termes normalitzats pel Consell Supervisor del Termcat, productes terminològics publicats des de l'any 1985, informació provinent dels treballs de recerca del Centre, termes provinents dels treballs d'assessorament i projectes en fase de recerca avançada, fitxes elaborades per altres organismes i professionals i fitxes de criteris terminològics elaborades pel Centre. Complementàriament, posa a la disposició dels usuaris el Servei de Consultes i el Servei de Documentació.
Pel que fa a la detecció de terminologia nova o en ús en altres llengües i les noves propostes d'equivalències per a l'ús en català, el seu Consell Supervisor mira de destriar la forma més coherent amb els patrons de formació de neologismes terminològics de la llengua catalana des d'una perspectiva lingüística, terminològica i de l'ús. Tots els neologismes normalitzats es poden consultar a la Neoloteca. Pel que concerneix els dubtes sobre la llengua catalana, va desenvolupar el cercador Optimot.
La col·lecció «Diccionaris en Línia» aplega més de seixanta lèxics dels àmbits de les ciències de la vida, la indústria, la tecnologia, les ciències humanes, i les ciències jurídiques i econòmiques. El servei Terminologia Oberta facilita la descàrrega de repertoris terminològics d'interès general, procedents de treballs de recerca terminològica duts a terme pel Termcat en diversos formats i sota llicències Creative Commons.
L'organisme compta amb una plantilla d'uns 25 treballadors i és assessorat per professionals externs de molts camps. El pressupost de l'organisme és d'un milió d'euros anual. El 2010, va obtenir la certificació ISO 9001.

## Publicacions[calcitació]
- Full de difusió de neologismes (des del 1988)
- Criteris lingüístics per a la terminologia (des del 1990)
- Diccionaris terminològics
- «Terminologies» (des del 1992), col·lecció multilingüe de diccionaris tècnics
- Neoloteca (diccionari en línia de neologismes en totes les àrees de la societat)

## Directors[calcitació]
1. Maria Teresa Cabré i Castellví (1982-1988)
2. Isidor Marí Mayans (1988-1997)
3. Ester Franquesa i Bonet (1997-2002)
4. Rosa Colomer Artigas (2002-2012)
5. Jordi Bover Salvadó (2013-...)